# Zeche Oespel
Die Zeche Oespel ist ein ehemaliges Steinkohlenbergwerk nahe der Dortmunder Stadtteile Oespel und Kley. Die Zeche Oespel war eines von vier Bergwerken auf dem Gebiet der Ortschaft Oespel. Das Bergwerk gehörte im Gegensatz zur Zeche Borussia nicht zum Rheinisch-Westfälischen Kohlen-Syndikat und war bedingt dadurch auch nicht an die Auflagen des Syndikats gebunden.

## Geschichte

### Die Anfänge
Bereits um das Jahr 1666 wurden in der Ortschaft Oespel die ersten Kohlen gefunden. Im Jahr 1892 wurde das Feld Kaiser Friedrich geteilt. Dieses Feld konnte von der Zeche Kaiser Friedrich nicht betrieben werden. Durch die Realteilung war das 1,1 km2 große Feld Oespel entstanden. Dieses Feld wurde im Jahr 1896 an die Zeche Vereinigte Borussia verpachtet. Im Jahr 1903 wurde der Pachtvertrag mit der Zeche Vereinigte Borussia wieder gelöst. Im selben Jahr wurde das Feld Oespel wieder zurückgegeben. Mittlerweile war die Gewerkschaft Oespel gegründet worden. Außerdem wurde in diesem Jahr mit den Teufarbeiten für den Schacht 1 begonnen. Der Schacht wurde zunächst Schacht Borussia 4 genannt. Später wurde der Schacht umbenannt in Schacht Oespel 1. Da die Zeche Borussia aus Syndikatsgründen keinen neuen Schacht teufen durfte, wurde der Schacht 120 Meter westlich von Borussia 1/2 angesetzt. Da die Gewerkschaft Borussia keine höhere Beteiligungsziffer im Syndikat erreichen konnte, beteiligte sie sich in großem Umfang an der Gewerkschaft Oespel. Im Jahr 1905 erreichte der Schacht bei einer Teufe von 19 Metern das Karbon. Am 10. Juli desselben Jahres kam es zu einem Grubenbrand auf der Zeche Borussia, hierbei wurden 39 Bergleute getötet. Aufgrund des Brandes wurden die Teufarbeiten an Schacht 1 bis zum Oktober desselben Jahres unterbrochen. Nachdem die Teufarbeiten im Oktober wieder aufgenommen worden waren, konnte der Schacht im darauffolgenden Jahr bis zur 6. Sohle von Borussia im vollen Schachtquerschnitt fertiggestellt werden. Noch im Jahr 1906 ging der Schacht 1 in Förderung.

### Die weiteren Jahre
Im Jahr 1906 wurde die 7. Sohle von Borussia aufgegeben und soff ab. In den ersten Betriebsjahren wurden über den Schacht 1 die im Feld Borussia abgebauten Kohlen gefördert. Grund hierfür war der ausgebrannte Schacht Borussia 1 und das Fehlen eines weiteren Förderschachtes auf Borussia. Außerdem wurde im Jahr 1906 mit den Teufarbeiten für den Schacht 2 (Oespel 2) begonnen. Der Schacht wurde als Wetterschacht im Südfeld angesetzt und erreichte noch im selben Jahr bei einer Teufe von 16 Metern (−119 m NN) das Karbon. Am 12. Oktober desselben Jahres kam es im Schacht 1 zu einem Ausbruch der Schachtwandung, hierbei wurden drei Bergleute getötet. Im Jahr darauf wurde auf der 5. Sohle ein Durchschlag zwischen den Schächten Oespel 1 und Oespel 2 erstellt. Der Schacht Oespel 2 ging noch im selben Jahr in Betrieb. Außerdem wurde in diesem Jahr mit dem Abbau im Feld Oespel begonnen. Die Förderung wurde, mit Ausnahme des Eigenbedarfs, Untertage zur Zeche Borussia transportiert. Über einen Blindschacht wurde noch im Jahr 1907 mit dem Neuaufschluss der 7. Sohle begonnen. Am 1. Oktober des Jahres 1910 wurde eine Brikettfabrik in Betrieb genommen. Im Jahr darauf übernahm die Gewerkschaft Oespel sämtliche Kuxe der Gewerkschaft Borussia. Die Gewerkschaft Borussia existierte von nun an nur noch dem Namen nach. Zeitgleich erfolgte auch die Übernahme der Zeche Borussia durch die Zeche Oespel.
Durch die Übernahme der Zeche Borussia umfasste die Berechtsame nun eine Fläche von 9,6 km2. Es waren mehrere Schächte in Betrieb. Schacht Oespel wurde als Förderschacht genutzt. Der Schacht Borussia 2 wurde umbenannt in Schacht Oespel 2. Der Schacht wurde für die Förderung und für die Seilfahrt genutzt. Der Wetterschacht 2 wurde umbenannt in Wetterschacht 3, er wurde als ausziehender Wetterschacht für die Bewetterung, die Seilfahrt und die Materialförderung genutzt. Im selben Jahr wurde die alte 6. Sohle im Feld Borussia gesümpft. Außerdem war in diesem Jahr die Kokerei Borussia noch in Betrieb. Im Jahr 1912 wurde die alte 7. Sohle im Feld Borussia gesümpft. Im Jahr darauf wurden die Teufarbeiten am Schacht 1 wiederaufgenommen und der Schacht wurde im vollen Querschnitt bis zur 7. Sohle geteuft. Im Jahr darauf wurden die Teufarbeiten am Wetterschacht 3 wiederaufgenommen und der Schacht wurde tiefer geteuft. Am 15. Dezember des Jahres 1916 kam es zu einem Bruch in Schacht 1, wobei sechs Menschen starben. Im Jahr darauf wurden die Teufarbeiten am Schacht 2 wiederaufgenommen und der Schacht wurde bis zur 7. Sohle geteuft. Im Jahr 1919 wurde eine neue Sohle angesetzt. Die neue Sohle wurde oberhalb der alten 1. Sohle von Borussia bei einer Teufe von 41 Metern (−22 m NN) aufgefahren und sollte für den Abbau der dort noch vorhandenen Kohlenvorräte genutzt werden.

### Die letzten Jahre
Zum 1. Januar des Jahres 1921 wurde die Verwaltung der Gewerkschaft Oespel nach Essen verlegt. Im Jahr 1923 gingen sämtliche Aktiva und Passiva der Gewerkschaft Oespel in die Essener Steinkohlebergwerke AG über. Die Essener Steinkohlebergwerke AG führte von nun an die beiden Betriebsanlagen Borussia und Oespel weiter. Im Jahr 1925 waren auf der Zeche Oespel noch drei Schächte in Betrieb. Im Jahr 1940 wurde die Kokerei auf dem Betriebsteil Borussia außer Betrieb genommen. Im Jahr 1947 wurde die 7. Sohle zur Hauptfördersohle. Am 12. August des Jahres 1948 wurde die Kokerei auf dem Betriebsteil Borussia wieder in Betrieb genommen. Am 28. April des Jahres 1961 wurde die Kokerei endgültig stillgelegt. Am 30. September des Jahres 1962 wurde die Zeche Oespel stillgelegt.

## Förderung und Belegschaft
Die ersten Belegschaftszahlen stammen aus dem Jahr 1905, in diesem Jahr waren 55 Bergleute auf dem Bergwerk beschäftigt. Die ersten Förderzahlen stammen aus dem Jahr 1907, in diesem Jahr wurden mit 121 Beschäftigten 228 Tonnen Steinkohle gefördert. Im Jahr 1910 stieg die Förderung auf 1818 Tonnen Steinkohle, diese Förderung wurde mit 117 Beschäftigten erbracht. Im Jahr 1913 wurden 271.416 Tonnen Steinkohle gefördert, die Belegschaftsstärke lag bei 1257 Mitarbeitern. Im Jahr 1915 wurden mit 874 Beschäftigten 222.850 Tonnen Steinkohle gefördert. Im Jahr 1920 lag die Förderung bei rund 365.000 Tonnen Steinkohle, die Belegschaftsstärke lag bei 1556 Beschäftigten. Im Jahr 1925 wurden mit 1735 Beschäftigten 472.214 Tonnen Steinkohle gefördert. Im Jahr 1930 überschritt die Förderung zum ersten Mal die 500.000 Tonnen Marke. In diesem Jahr wurde eine Förderung von 523.220 Tonnen Steinkohle erbracht, die Belegschaftsstärke lag in diesem Jahr bei 1794 Beschäftigten. Im Jahr 1935 sank die Förderung auf 384.229 Tonnen, die Belegschaftsstärke lag bei 1032 Beschäftigten. Die höchste Förderung wurde im Jahr 1938 erbracht. In diesem Jahr wurden 630.261 Tonnen Steinkohle gefördert, die Belegschaftsstärke lag bei 1495 Beschäftigten. Im Jahr 1940 wurde mit 1647 Beschäftigten eine Förderung von 614.856 Tonnen Steinkohle erbracht. Im Jahr 1945 sank die Förderung auf rund 225.000 Tonnen Steinkohle. Im Jahr 1950 stieg die Förderung wieder an auf 464.529 Tonnen Steinkohle. Diese Förderung wurde mit 1921 Beschäftigten erbracht. Im Jahr 1955 wurde eine Förderung von 420.292 Tonnen Steinkohle erbracht, die Belegschaftsstärke betrug 1677 Beschäftigte. Im Jahr 1960 wurden mit 1336 Beschäftigten rund 400.000 Tonnen Steinkohle gefördert. Dies sind die letzten bekannten Förder- und Belegschaftszahlen.